# Humanenergetik
Humanenergetik ist ein umstrittenes Tätigkeits- und Gewerbegebiet, das laut nicht verifizierbarer Eigendefinition durch ihre Vertreter auf „feinstofflicher Ebene“ wirkt, um „körperliche, energetische Ausgewogenheit (wieder-) zu erlangen und dadurch das eigene Wohlergehen verbessern zu können“ und um „Energieblockaden zu lösen und [diese] wieder in Balance zu bringen“.
Solche Behauptungen auf Verbesserung gesundheitlicher und psychischer Zustände ohne Belegbarkeit durch wissenschaftlich anerkannte Methoden sowie die Ausstellung von „Diplomen“, die Wissenschaftlichkeit vorspiegeln, lassen dieses Gewerbegebiet unter die Pseudowissenschaften fallen.

## Gewerbliche Definition
Die  Wirtschaftskammer Österreich definiert die Humanenergetik als ein Berufsbild im Bereich der Dienstleistungen, das „alle Tätigkeiten, die sich auf das wissenschaftlich nicht erfassbare Energiefeld, das alles umgibt und durchdringt, beziehen“ umfasst und „jede Form von Lebensenergie, Energielenkung und Energiefluss mit ein[-schließt]“. Im Methodenkatalog wird generell lediglich die „Hilfestellung zur Erreichung einer körperlichen bzw. energetischen Ausgewogenheit“ erlaubt. Eine natur- oder geisteswissenschaftlich gesicherte Definition von Humanenergetik ist aufgrund des Fehlens wissenschaftlicher Beweise nicht möglich.
Die Berufsbezeichnung „Humanenergetiker“ ist ein freies Gewerbe, das heißt, zur Ausübung des Berufes muss kein Befähigungsnachweis erfolgen, ihm ist keine Ausbildung vorangestellt, es gibt keine Qualitätskontrollen.
Humanergetiker sind laut Berufsbild nicht zur Ausübung medizinischer Tätigkeiten berechtigt. Damit sind ihnen unter anderem Untersuchungen auf „körperliche und psychische Krankheiten oder Störungen, von Behinderungen oder Missbildungen und Anomalien, die krankhafter Natur sind“ verwehrt, aber auch die Beurteilung von Krankheiten, die Behandlung, die Vornahme operativer Eingriffe, Vorbeugung, Geburtshilfe und die Verordnung von Heilmitteln sind nicht erlaubt. Auch Beratung, Coaching und Betreuung von Menschen im Bezug auf Persönlichkeitsthemen, berufliche Themen, Lebensabschnittsthemen, persönliche und soziale Beziehungen sowie die Lebens- und Sozialberatung sind Humanenergetikern nicht erlaubt, ebenso wenig die Behandlung oder Beratung bei psychosozialen  oder psychosomatischen Verhaltensstörungen und Leidenszuständen. Auch Tätigkeiten im Bereich der Physiotherapie und im Bereich von Massage und Kosmetik dürfen Humanenergetiker nicht ausführen.

## Kritik
Kritisiert wird das Gebiet der Humanenergetik unter anderem von der Alternativmedizinspezialistin  Krista Federspiel, die auf die Gefahren für labile Menschen hinweist: „Die Behandler verfügen über keine psychologischen Kenntnisse und schicken auch schwer verstörte Klienten nach der Sitzung nach Hause. So etwas kann nötige fachkundige Behandlung gefährlich verzögern.“ Außerdem sei nicht geklärt „wie dieser Beruf arbeitet, was der macht“. Jeder Humanenergetiker „verwendet offenbar eine andere Methode und niemand kontrolliert, was in dieser Stunde der Betreuung passiert.“ Humanenergetiker sind nicht dazu berechtigt, medizinische Untersuchungen durchzuführen oder Diagnosen zu stellen, viele Menschen begeben sich jedoch mit psychischen oder körperlichen Beschwerden zu Humanenergetikern und erwarten von der Behandlung eine medizinische Besserung.
Die Theorie der Humanenergetik lässt sich naturwissenschaftlich nicht beweisen, sodass es für die Wirksamkeit der Behandlung von Humanenergetikern keine wissenschaftlichen Belege gibt.
„Humanenergetiker“ ist kein Ausbildungsberuf; jeder kann diese Berufsbezeichnung führen und muss keine Ausbildung absolvieren, die dazu berechtigt. Dies wird aber durch verschiedene Portale und Organisationen immer wieder verschleiert, etwa durch die Vergabe von Diplomen oder der Bezeichnung „zertifizierter Humanenergetiker“, die aber nicht aussagekräftig sind.